# Cephalophus
Cephalophus là một chi động vật có vú trong họ Bovidae, bộ Artiodactyla. Chi này được C. H. Smith miêu tả năm 1827. Loài điển hình của chi này là Antilope silvicultrix Afzelius, 1815.

## Các loài
Chi này gồm các loài:
- Linh dương hoẵng Abbott, Cephalophus spadix
- Linh dương hoẵng Ader, Cephalophus adersi
- Linh dương hoẵng vịnh, Cephalophus dorsalis
- Linh dương hoẵng đen, Cephalophus niger
- Linh dương hoẵng trán đen, Cephalophus nigrifrons
- Linh dương hoẵng Brooke, Cephalophus brookei
- Linh dương hoẵng Harvey, Cephalophus harveyiLinh dương hoẵng lưng vàng.

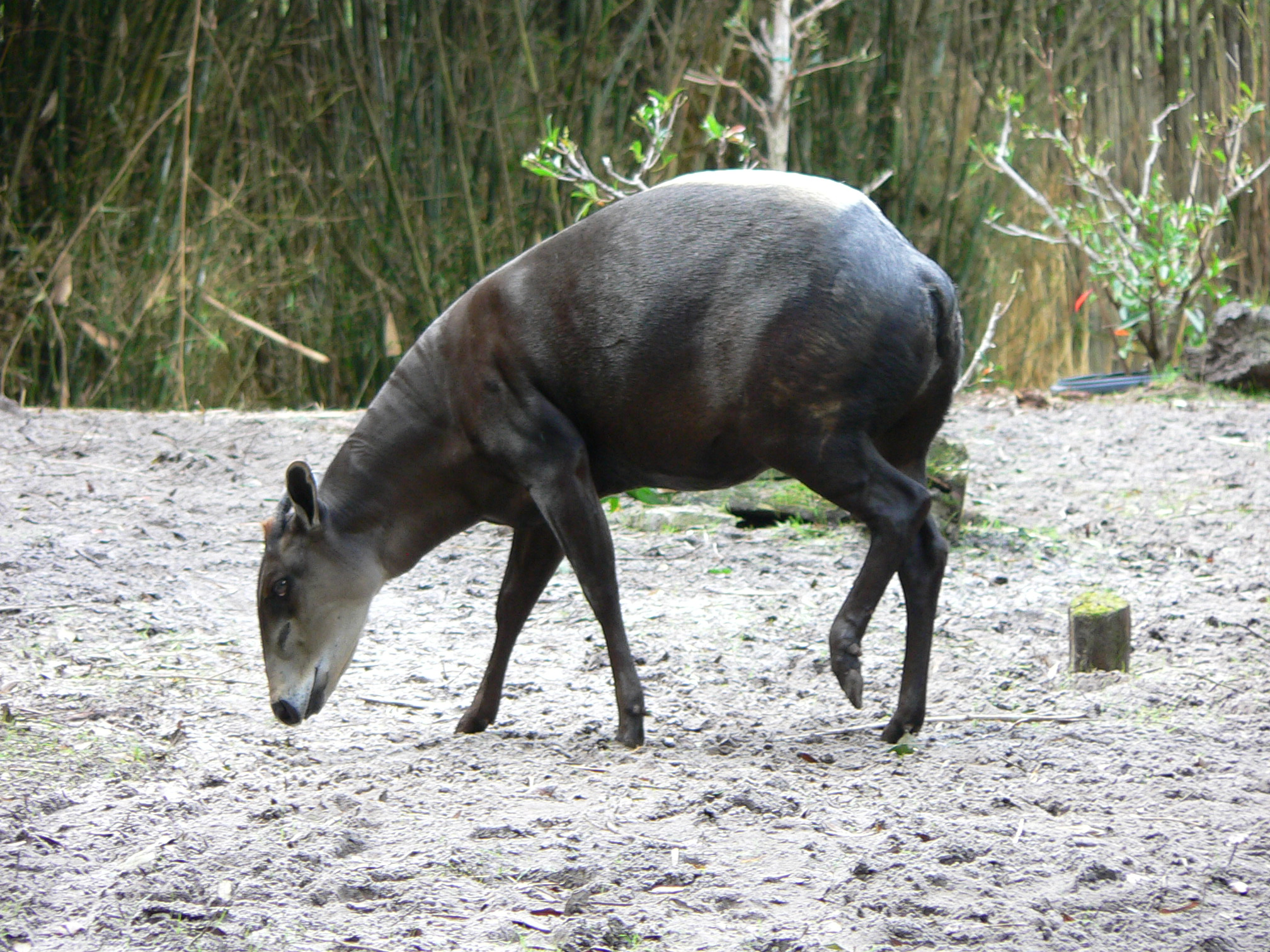
Linh dương hoẵng lưng vàng.

- Linh dương hoẵng Jentink, Cephalophus jentinki
- Linh dương hoẵng Ogilby, Cephalophus ogilbyi
- Linh dương hoẵng Peters, Cephalophus callipygus
- Linh dương hoẵng sườn đỏ, Cephalophus rufilatus
- linh dương hoẵng rừng đỏ, Cephalophus natalensis
- Linh dương hoẵng Ruwenzori, Cephalophus rubidis
- Linh dương hoẵng Weyns, Cephalophus weynsi
- Linh dương hoẵng bụng trắng, Cephalophus leucogaster
- Linh dương hoẵng chân trắng Cephalophus crusalbum
- Linh dương hoẵng lưng vàng, Cephalophus silvicultor
- Linh dương hoẵng ngựa vằn, Cephalophus zebra

## Hình ảnh

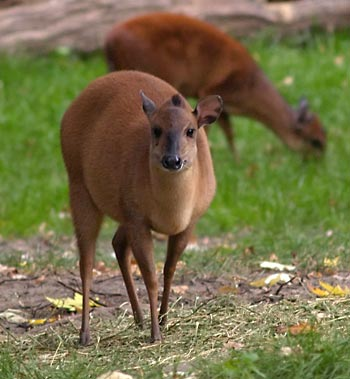
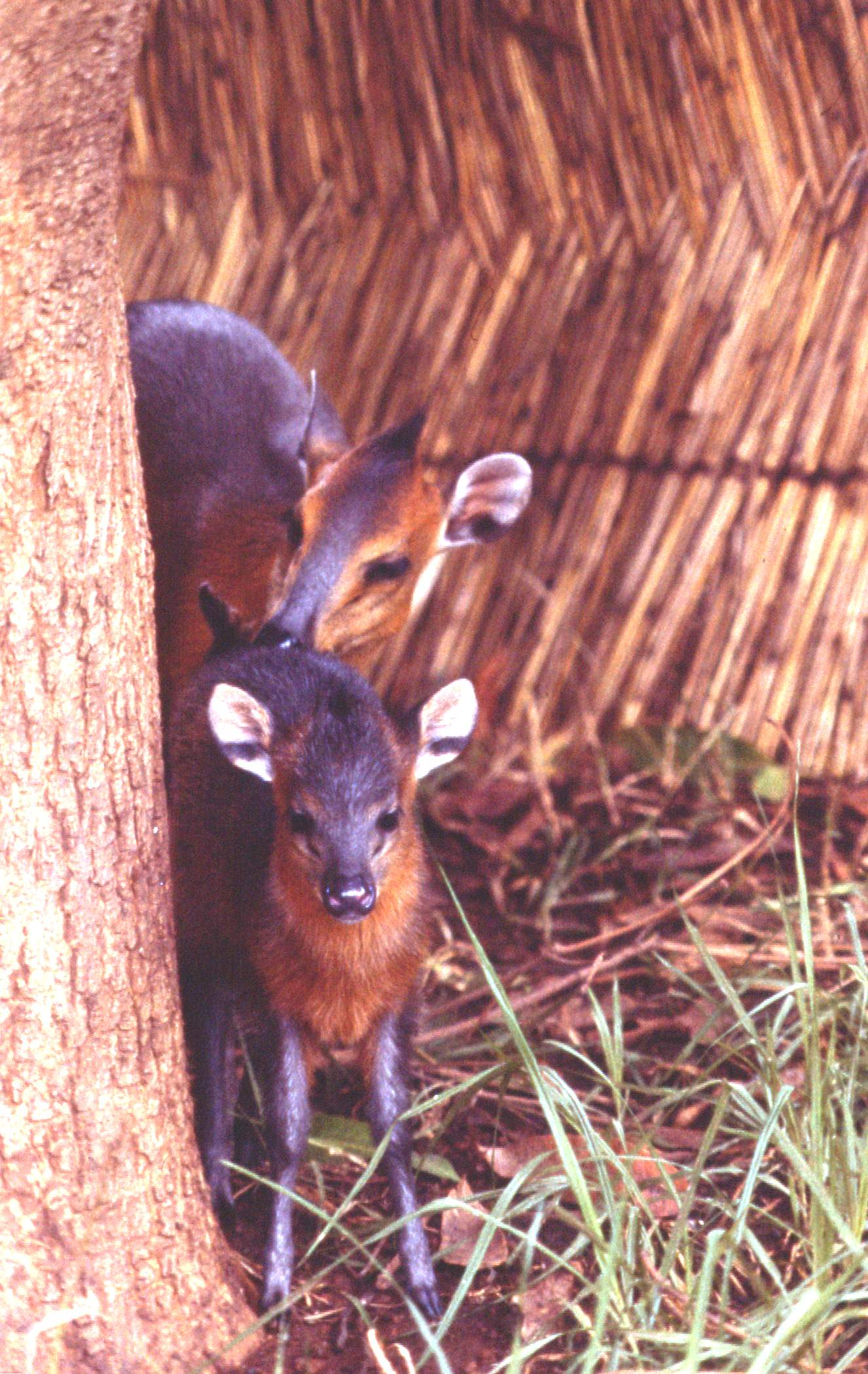
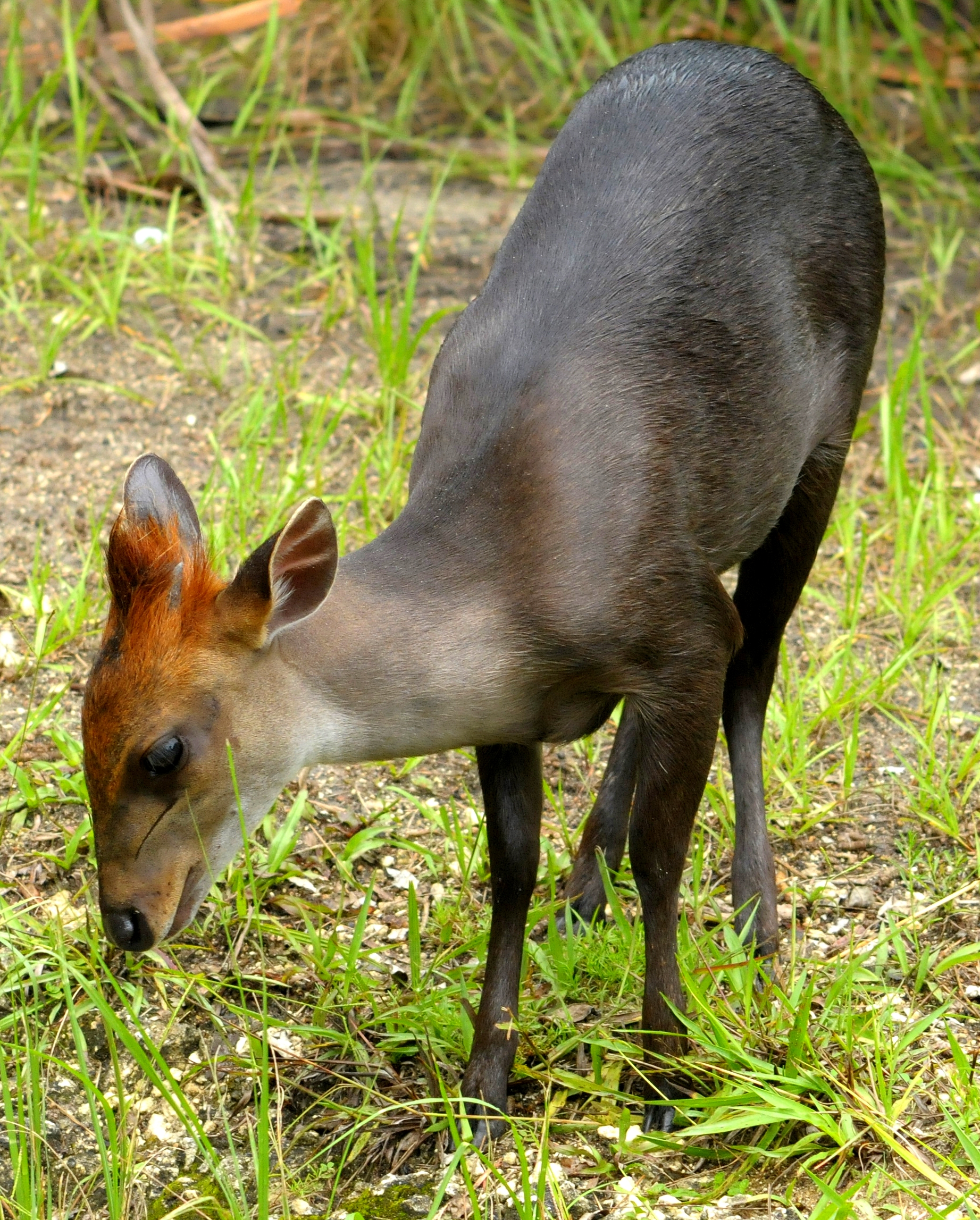
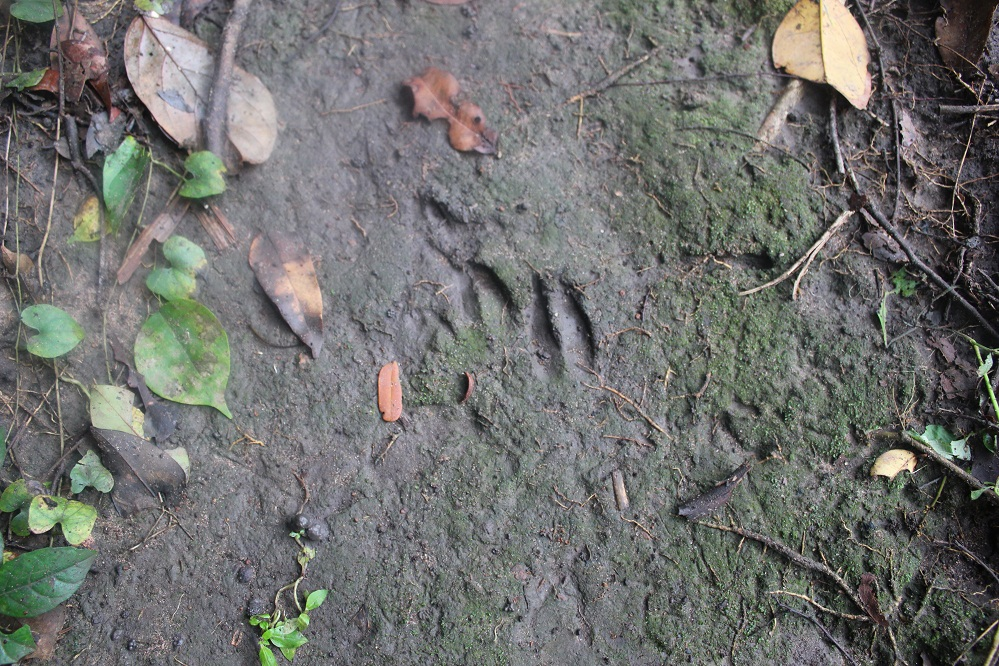